# Enzo Apicella
Vincenzo Apicella (Nápoles, Italia, 26 de junio de 1922-Roma, Italia, 31 de octubre de 2018), conocido como Enzo Apicella, fue un historietista, diseñador, pintor, periodista y restaurador italiano.

## Biografía
Nativo de Nápoles, durante la Segunda Guerra Mundial sirvió en la Regia Aeronautica, para luego estudiar en una escuela de cine en Roma. Muy pronto comenzó su actividad de dibujante; en 1953, en Venecia, cofundó Melodramma, una revista dedicada a la ópera.
Cuando la revista dejó de publicarse, en 1954, Apicella se mudó a Londres, comenzando a ilustrar carteles y escenografías para la televisión y haciendo dibujos animados. Animador autodidacta, realizó tiras para The Observer, The Guardian, Punch, The Economist, Private Eye, Harpers & Queen y, en Italia, para La Città Futura (semanario de la Federación Juvenil Comunista Italiana), Epoca y Liberazione (diario del Partido de la Refundación Comunista).
En 1974, colaboró con John & Rosalind para el LP A Night at Factotum, realizando el diseño de la portada y algunas caricaturas. Fue considerado entre los protagonistas de la Swinging London, un conjunto de tendencias culturas nacidas en el Reino Unido en la década de 1960. Enigmático e inconformista, fue descrito por el historiador, autor y periodista Bevis Hillier como «uno de los creadores de los años sesenta» influyendo de modo decisivo en el lado artístico y creativo de los restaurantes londinenses.
Trabajó como diseñador de interiores para 150 restaurantes, incluyendo 70 locales PizzaExpress de Peter Boizot. También fue copropietario de varios locales: Club dell'Arethusa, Meridiana, Factotum, Apicella '81 y Condotti. Colaboró con muchos restauradores de Londres como Peter Langan, Peter Boizot, Michael Chow, Alvaro Maccioni, Sir Terence Conran, Mario Cassandro, The Wolseley, Chris Corbin y Jeremy King.
Fue miembro de la Chartered Society of Designers y fue incluido en el Dictionary of British cartoonists and caricaturists.

## Obras
- 1967 Non Parlare Baciami
- 1976 The Pizza Express Cookbook ISBN 0241891965
- 1978 The Recipes That Made a Million ISBN 0-85613-489-9
- 1983 Memorie di uno smemorato
- 1985 Jonathan Routh's Initial good loo guide: Where to 'go' in London. London: Banyan, 1987. ISBN 0-7119-1282-3. Text by Jonathan Routh.
- 1987 The Harpers & Queen Guide to London's 100 Best Restaurants ISBN 1-85203-018-6
- 1988 Don't Talk, Kiss ISBN 0-9506402-3-9
- 1993 Mouthfool: A Collection of Culinary Cartoons ISBN 0-948817-87-9
- 2003 Apicella Versus the United States of America ISBN 88-8112-430-0
- 2007 God Bless America ISBN 978-88-87826-45-6